# Planorbulininae
Planorbulininae es una subfamilia de foraminíferos bentónicos de la familia Planorbulinidae, de la superfamilia Planorbulinoidea, del suborden Rotaliina y del orden Rotaliida. Su rango cronoestratigráfico abarca desde el Eoceno hasta la Actualidad.

## Clasificación
Planorbulininae incluye a los siguientes géneros:
- Neoplanorbulinella †
- Planolinderina †
- Planorbulina
- Planorbulinella
- Planorbulinopsis
- Tayamaia †

Otros géneros considerados en Planorbulininae e incluidos previamente en otras familias son:
- Cibicidella, antes en la familia Cibicididae
- Planogypsina, antes en la familia Acervulinidae de la superfamilia Acervulinoidea

Otros géneros considerados en Planorbulininae son:
- Ptygostomum, de estatus incierto, considerado sinónimo posterior de Planorbulina
- Spirobotrys, aceptado como Planorbulina